# Байтуль Ахад
35°11′10″ пн. ш. 136°46′22″ сх. д. / 35.18611111° пн. ш. 136.77277778° сх. д.

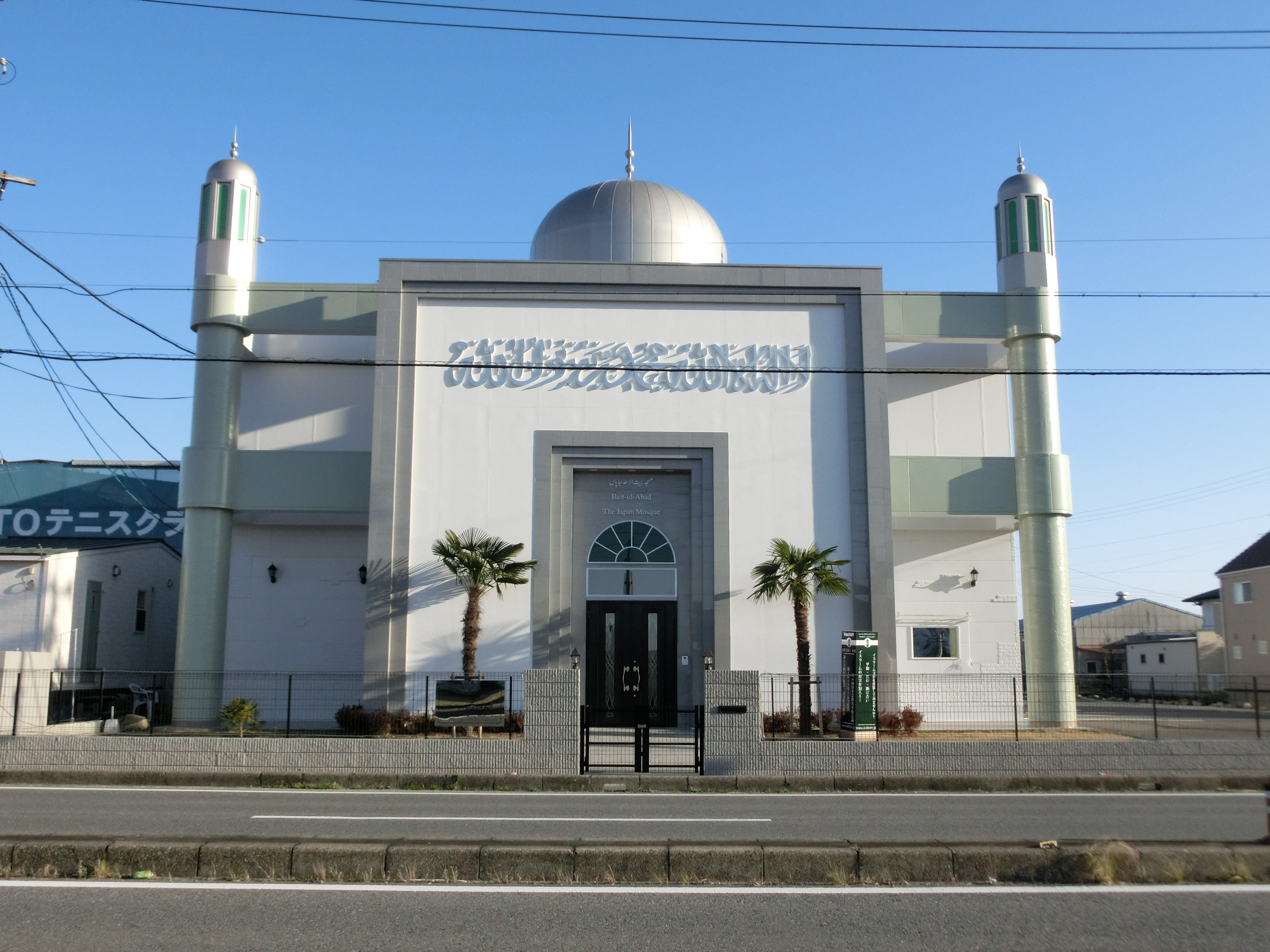

Байтуль Ахад (яп. ベイトゥルアハドモスク - 日本のモスク) або просто Японська мечеть — мусульманська мечеть Ахмадії, розташована в Цусімі, на околиці Нагої, в префектурі Айті. Мечеть, відкрита 20 листопада 2015 року Мірзою Масруром Ахмадом, п'ятим халіфом мусульманської громади Ахмадія, є найбільшою в країні і вміщує 500 осіб.